# Манастир Светог Илије (Ирак)
Даир Мар Елиа (сиријски: ܕܝܪܐ ܕܡܪܝ ܐܝܠܝܐ‎, арапски: دير مار إيليا‎‎), такође познат као манастир Светог Илије, био је хришћански манастир који се налазио јужно од Мосула, у провинцији Нинива у данашњем Ираку. Основан је у 6. веку, и био је један од најстаријих манастира у Ираку. Припадао је Цркви Истока (познате и као Несторијанска црква) древног огранка источног хришћанства. Манастир је затворен 1743. године, после масакра персијске војске над монасима. Његове рушевине оштећене су током инвазије на Ирак 2003. године а срушили су га припадници Исламске државе Ирака и Леванта августа или септембра 2014. године.

## Историја
Манастир је основао око 595. године монах Мар Елиа, који се претходно школовао у граду Ал-Хири а касније у великом манастиру код планине Изла у данашњој Турској. У последњем периоду налазио се под управом Каледонске католичке цркве. Манастир је представљао регионлни центар око кога се окупљала хришћанска заједница, вековима су хиљаде хришћана походиле манастир за време празника посвећеног Светом Илији, који се падао последње среде у новембру.
Главна манастирска црква изграђена је у 11. веку, а обновио ју је Хурмизд Алкушнаја у 17. веку. Године 1743. Персијси владар Тахмаз Надир Шах порушио део манастира и убио 150 монаха који су тамо служили, након њиховог одбијања да пређу у ислам . Манастир је лежао у рушевинама све до почетка 20. века, када је обновљено неколико просторија и келија. За време Првог светског рата манастир Светог Илије постао је уточиште избеглицама што је у крајњем случају и довело до његовог поновног обнављања. Бригу над манастирским грађевинама заједно са резервоарима и изворима минералне воде преузели су Калдејска католичка црква и хришћански ходочасници који су наставили да посећују рушевине манастира. Током 1970-их година манастир је претворен у војну базу Ирачке републиканске гарде.

### Рат у Ираку и уништење
За време инвазије на ирак, манастир је био оштећен од стране ирачке тенковске јединице, која је демолрала келије и напунила цистерне за воду ђубретом. Један од зидова манастира био је уништен тако што га је ударила купола тенка Т-72 док се окретао. Након што је 101.ваздзушно—десантна дивизија преузела контролу над овом облашћу, пложај је лежао У склопу територије под контролом базе Марез. Амерички војници су на вандалски начин демолирали манастир, тако што су на зидовима урезивали графите и прекречили капелу, уништивши њене преко 600 година старе фреске и мозаике. Манастир је касније био уништаван и од стране различитих пљачкаша. Међутим, један од војних свештеника увидео је значај локалитета, и заповедник је издао команду да трупе напусте манастир. На крају, амерички војни свештеници су почели да воде рачуна о грађевини, и организовали обилазак манастира за војнике.
Од маја 2008. године, ирачки археолози имали су могућност да поново посете ову област, по први пут од инвазије. Касније те године, међународним медијима је саопштено како амерички војници наводно улажу напоре за обнову манастира. Новинар Џејмс Фоли коме су касније припадници ИСИЛА одсекли главу писао је, да овај локалитет треба сачувати “за будуће генерације ирачана, надамо се да ћемо ускоро имати безбедност и ценити то”. Пре повлачења америчких трупа из Ирака, војни инжињери из 94. инжињерског корпуса Форт Леонард Вуд сачинили планове манастира.
У јуну 2014. године, Мосул су заузеле снаге Исламске државе Ирака и Леванта. Група милитаната уништила је манастир негде између 27. августа и 28. септембра 2014. године, заједно са бројним другим културним знаменитостима. ИСИЛ није објавила сам чин уништења манастира, али је оно могло бити потврђено само помоћу сателитских снимака из јануара 2016. године. Чињеница да се о уништењу манастира ништа није знало готово 16 месеци, довело је до страха да и многи други хришћански локалитети могу такође бити трајно уништени.

## Архитектура
Манастир се састојао од комплекса утврђења налик стамбеним зградама, са површином од око (2,500 m2). Пре уништења, имао је око 26 келија изграђених око дворишта, уклучујући капелу и цркву.